# Oscar Larrauri
Oscar Rubén Larrauri (Granadero Baigorria, 19 augustus 1954) is een voormalig Formule 1-coureur uit Argentinië. Hij reed in 1988 en 1989 21 Grands Prix voor het team EuroBrun, maar scoorde hierin geen punten.